# J. Kessels: The Novel
 J. Kessels: The Novel  is een  roman van de Nederlandse schrijver P.F. Thomése uit 2009. Het boek werd in 2015 verfilmd onder de titel J. Kessels.

## Hoofdpersonen
De vijf hoofdpersonen zijn:
- P.F. Thomése, besluit de rol van hoofdpersoon op zich te nemen als een stem uit het verleden hem opbelt. Deze Bertje de Braaij vraagt hem J. Kessels, een (fictieve) reisgenoot van de auteur uit zijn eerdere werk Greatest Hits uit 2001 op te sporen. Hij woont niet meer op het laatst bekende adres in Tilburg.[2]
- J. Kessels. Goede vriend van de auteur, romanfiguur en tevens een soort van alter ego, nog steeds woonachtig elders in Tilburg. Het personage is gebaseerd op journalist en columnist Jos Kessels (1952-2024) van het Eindhovens Dagblad.[3]
- Bertje de Braaij, zoon van cafetariahouder Pa de Braaij. Pa exploiteerde ongeveer dertig jaar terug de cafetaria met de naam: De cafetaria van Vroeger, beroemd om zijn frikandellen. Bertje noemt zich nu Berend de Bray, werkend voor De Bray&Partners.
- Birgit de Braaij. Zus van Bertje. Hielp destijds mee in de cafetaria. Ze had fantastische borsten en billen, die de jonge puberende auteur destijds het hoofd op hol brachten. Verder zorgden de Wurlitzerjukebox en de Bally Gold Rush flipperkast voor de volmaakte entourage.
- Perry Boone. De verdwenen voorzitter van de Nederlandse supportersvereniging van de Hamburgse voetbalclub FC St. Pauli. Maar ook handelaar namens Harico Import-Export bv in van alles, waarschijnlijk ook porno en seksslavinnen. In de loop van het verhaal blijkt hij getrouwd met Birgit.

## Verhaal
J. Kessels laat zich overhalen door Berend om naar Hamburg te rijden in zijn Toyota Kamikaze. De auteur reist mee. Door wel heel logisch te deduceren vinden ze de vermiste Perry Boone als enige man in een supportersvak, dat verder uitsluitend bevolkt wordt door de hoeren van De Reeperbahn, die rond het stadion wonen en werken. Een supporter van het gele Nederlandse NAC Breda past immers uitstekend bij het bruinwitte St Pauli in hun thuiswedstrijd tegen Osnabrück. Met behulp van een bewaker wordt de teruggevonden Perry geboeid achter in de Toyota gepropt.
Intussen weten de auteur en J. Kessels dan al dat er een lijk in hun kofferbak ligt. Het is een employee van de Reeperbahn, die vrouwen helpt het juiste bedrag af te rekenen. J. Kessels had de halve beurt van de auteur bij een gezelschapsdame nog terug weten te onderhandelen van 60 naar 30 euro. En nu ligt deze “Turk” dood in de kofferbak. Later blijkt dat hij ook Perry in de weg had gezeten. Bij de rit terug naar huis zorgt de in zijn broek poepende Perry ervoor dat het lijk naar de achtergrond verdwijnt. Eindbestemming is een doorzonwoning in Breda waar Perry Boone de weggelopen echtgenoot blijkt te zijn van Birgit de Braaij.(BB)
Het lijk verdwijnt in de groencontainer en de auteur en Kessels worden liefdevol ontvangen door respectievelijk moeder Birgit en haar dochter Priscilla. Dit terwijl pa Boone nog steeds in zijn groezelige NAC-shirt geboeid op de bank zit. Maar al snel rijden Kessels en de auteur vanuit het gehate Breda terug naar hun eigen Tilburg. Bij hun vlucht uit het woonerf laat de hond van de familie Boone, Elvis, waarschijnlijk het leven. De auteur ontvangt nog 3 bebloede eurotientjes terug, als bewijs van het halve werk van de Hamburgse hoer.

## J. Kessels in het werk van Thomése
Na J. Kessels: The Novel publiceerde Thomése nog twee romans waarin het personage J. Kessels een hoofdrol speelt: Het bamischandaal (2012) en Ik, J. Kessels (2018). J. Kessels kwam eerder al voor in één verhaal in de bundel Deep South & Far West (1991) en in drie verhalen in een uitgebreide versie van Greatest Hits (2000).

## Bestseller 60
| Boeken met noteringen in de Nederlandse Bestseller 60 | Jaar van verschijnen | Datum van binnenkomst | Hoogste positie | Aantal weken | Opmerkingen                               |
| ----------------------------------------------------- | -------------------- | --------------------- | --------------- | ------------ | ----------------------------------------- |
| J. Kessels: The Novel                                 | 2009                 | 18-03-2009            | 22              | 5            | in 2015 verfilmd onder de naam J. Kessels |